# Mansfield (Luisiana)
Mansfield es una ciudad ubicada en la parroquia de De Soto en el estado estadounidense de Luisiana. En el Censo de 2010 tenía una población de 5001 habitantes y una densidad poblacional de 527,57 personas por km².

## Geografía
Mansfield se encuentra ubicada en las coordenadas 32°2′8″N 93°41′59″O / 32.03556, -93.69972. Según la Oficina del Censo de los Estados Unidos, Mansfield tiene una superficie total de 9.48 km², de la cual 9.46 km² corresponden a tierra firme y (0.22%) 0.02 km² es agua.

## Demografía
Según el censo de 2010, había 5001 personas residiendo en Mansfield. La densidad de población era de 527,57 hab./km². De los 5001 habitantes, Mansfield estaba compuesto por el 21.7% blancos, el 76.46% eran afroamericanos, el 0.36% eran amerindios, el 0.36% eran asiáticos, el 0.04% eran isleños del Pacífico, el 0.44% eran de otras razas y el 0.64% pertenecían a dos o más razas. Del total de la población el 2.2% eran hispanos o latinos de cualquier raza.